# Děsnogorsk
Děsnogorsk (rusky Десногорск) je město ve Smolenské oblasti v Ruské federaci. Při sčítání lidu v roce 2010 měl bezmála třicet tisíc obyvatel.

## Poloha a doprava
Děsnogorsk leží na jihu Smolenské vysočiny na pravém břehu Desny, levého přítoku Dněpru, která je zde přehrazena Děsnogorskou přehradou. Od Smolenska, správního střediska oblasti, je vzdálen přibližně 150 kilometrů jihovýchodně.
Zhruba kilometr od města jižně probíhá dálnice A101 z Moskvy do Běloruska.

## Dějiny
Děsnogorsk byl vystavěn v šedesátých letech dvacátého století v souvislosti s výstavbou Smolenské jaderné elektrárny.
Dne 26. února 1974 se Děsnogorsk stal sídlem městského typu a od roku 1989 je městem.